# Deadlock (band)
Deadlock is een Duitse metalband afkomstig uit Regensburg.

## Muziekstijl
De bandleden spelen een combinatie van technische, melodische metal en de zware metalcoresound van tegenwoordig.

## Biografie
Deadlock begon in 1997 en werkt sinds 2001 ook samen met Sabine Scherer, die later een vast lid van de band werd. Zij verzorgt de helft van het vocale gedeelte met een frisse, krachtige stem. Daardoor klinkt de band anders dan andere metalbands.
In 2016 verliet Scherer de band, zodat ze meer tijd met haar gezin kon doorbrengen. Haar plaats als zangeres werd overgenomen door Margie Gerlitz.

## Bezetting
Huidige leden
- Margie Gerlitz – zang (2016-heden)
- John Gahlert – grunts/screams (2011-heden), basgitaar (2009–2011)
- Sebastian Reichl – solo- en slaggitaren, keyboards (1997-heden)
- Ferdinand Rewicki – slaggitaar (2013-heden), basgitaar (2011–2013)
- Werner Riedl – drums (2014-heden)

Oud-leden
- Sabine Scherer – zang (2002-2016)
- Gert Rymen – slaggitaar (2004-2013)
- Johannes Prem – zang, teksten (1997-2011)
- Thomas Huschka – basgitaar (2002-2008)
- Thomas Gschwendner – slaggitaar (2002-2004)
- Hans-Georg Bartmann – basgitaar (1999-2002)
- "Mike" – basgitaar (1997-1999)
- Tobias Graf – drums (1997 tot aan zijn overlijden in 2014)

## Discografie

### Studioalbums
- The Arrival (2002)
- Earth.Revolt (2005)
- Wolves (2007)
- Manifesto (2008)
- Bizarro World (2011)
- The Arsonist (2013)
- The Re-Arrival (2014)
- Hybris (2016)

### Demo's
- Deadlock (1999)

### Singles en ep's
- I'll Wake You, When Spring Awakes (ep, 2000)
- State of Decay (single, 2011)

### Splits
- Deadlock vs Six Reasons to Kill (2003)